# 안드레아스 베크
안드레아스 베크(Andreas Beck, 1987년 3월 13일, 케메로보 ~ )는 러시아에서 태어나 독일의 전 축구 선수로, 현역 시절 라이트 백으로 활약하였다.

## 경력

### VfB 슈투트가르트
베크는 2006년 2월 11일, VfB 슈투트가르트 소속으로, 아르미니아 빌레펠트를 상대로 분데스리가 데뷔전을 치렀다. 5일 후, 그는 미들즈브러 FC와의 UEFA 컵 32강전 경기에서 교체 출전하여 첫 유럽 대항전을 경험하였다. 2006년 10월 27일에는 1-0으로 승리한 바이어 04 레버쿠젠전에서 첫골을 기록하였다.

### 호펜하임
2008년 7월 4일, 그는 TSG 1899 호펜하임으로 이적하였다.

## 국가대표 경력
2009년 2월 5일, 베크는 뒤셀도르프에서 있었던 노르웨이와의 친선전을 위해 차출되어 데뷔전을 치렀다.
그의 국가대표 소속으로의 정점은 2009년 스웨덴에서 열린 UEFA U-21 챔피언쉽 우승으로, 호르스트 흐루베슈 감독 하에 우승을 하였다. 그는 이탈리아 U-21 팀을 상대로 유일한 골을 기록하여 독일을 결승으로 진출시켰다. 그는 잉글랜드 U-21과의 결승전에서 풀타임으로 뛰었고, 팀은 4-0 완승을 거두었다.

## 수상
VfB 슈투트가르트
- 분데스리가: 2006-07

독일 U-21
- UEFA U-21 챔피언쉽: 2009